# Ziegenfuß-Porling
Der Ziegenfuß-Porling (Scutiger pes-caprae, Syn.: Albatrellus pes-caprae, Cerioporus inflexus) ist eine Pilzart aus der Familie der Porlingsverwandten (Albatrellaceae). 

## Merkmale

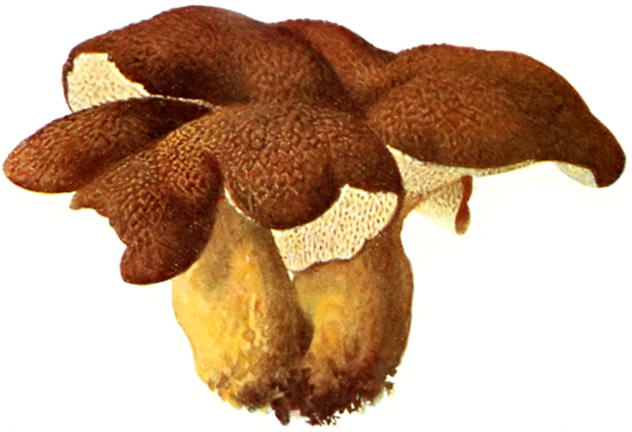
Illustration von Albin Schmalfuß (1897)

### Makroskopische Merkmale
Der etwa 5–20 cm breite Hut ist unregelmäßig geformt und fleischig, anfangs konvex, später flach gewölbt. Seine Farbe ist zimt- oder kaffeebraun, im Alter schwarzbraun; die Huthaut ist felderig aufgesprungen, sie erscheint schuppig. Sie ist von mattfilziger Beschaffenheit. Das Röhrenpolster ist dünn und läuft kurz am Stiel herab. Die Farbe ist weißlich, später gelblich. Die Röhrenöffnungen sind weitlöcherig. Der Stiel ist meist seitlich angesetzt ungleichmäßig, oft bauchig oder eingedrückt und von gelber bis schmutzig bräunlicher Farbe. Das Fleisch hat eine weiße bis schwach zitronengelbe Farbe, ist brüchig, von angenehmem Geruch und hat einen nussartigen Geschmack. Das Sporenpulver ist weiß.

### Mikroskopische Merkmale
Die großen, eiförmig-elliptisch geformten Sporen messen 7–11 µm × 5–7 µm.

## Artabgrenzung
Der Ziegenfuß-Porling kann nicht mit giftigen Pilzen verwechselt werden, allenfalls mit dem bitter schmeckenden, ungenießbaren Gelbgrünen Kammporling (Laeticutis cristata) oder dem essbaren Schwarzweißen Rußporling (Boletopsis leucomelaena).

## Ökologie und Phänologie
Der Pilz wächst vor allem in höheren Lagen in Nadelwäldern. Er ist ein bodenbewohnender Saprobiont und ernährt sich von abgestorbenem organischem Material. Die Fruchtkörper erscheinen von August bis September in Gruppen oder einzeln stehend, manchmal auch büschelig verwachsen.

## Verbreitung
In Nord- und Westeuropa ist der Ziegenfuß-Porling selten, so auch in Deutschland, wo er nur vereinzelt nachgewiesen wurde. Auf der Roten Liste der Großpilze Deutschlands ist die Art unter Kategorie 2 (stark gefährdet) aufgeführt. In Holland soll er gemäß einigen Autoren ganz fehlen. Im Alpenraum ist er stellenweise häufiger. Er kommt auch in Nordamerika vor.

## Bedeutung
Der Ziegenfuß-Porling ist ein guter Speisepilz. Allerdings ist er in Deutschland nach der Bundesartenschutzverordnung geschützt und darf nicht gesammelt werden.